# Пускань
Пуска́нь (тат. Пүскән) — деревня в Балтасинском районе Республики Татарстан, в составе Норминского сельского поселения.

## География
Деревня находится на реке Норма, в 12 км к юго-востоку от районного центра, посёлка городского типа Балтаси.

## История
Деревня Пускань (изначально была известна под названием Починок Посконь Черме, позже — Поскань Кутуймас) упоминается в первоисточниках с 1664 года.
В сословном плане, вплоть до 1860-х годов жители деревни относились к государственным крестьянам. Их основными занятиями в то время были земледелие, скотоводство, пчеловодство, лапотный промысел.
В «Списке населенных мест по сведениям 1859 года», изданном в 1866 году, населённый пункт упомянут как казённая деревня Пускань 2-го стана Казанского уезда Казанской губернии. Располагалась при безымянном ключе, по правую сторону Сибирского почтового тракта, в 108 верстах от уездного и губернского города Казани и в 49 верстах от становой квартиры в заштатном городе Арске. В деревне, в 16 дворах жили 180 человек (86 мужчин и 94 женщины), была мечеть.
По сведениям из первоисточников, в начале XX столетия в деревне действовала мечеть.
С 1930 года в деревне работали коллективные сельскохозяйственные предприятия, с 1995 года — сельскохозяйственные предприятия в форме ООО.
Административно, до 1920 года деревня относилась к Казанскому уезду Казанской губернии, с 1920 года — к Арскому кантону, с 1930 года (с перерывом) — к Балтасинскому (Тюнтерскому) району Татарстана.

## Население
Динамика
По данным переписей, население деревни увеличивалось с 17 душ мужского пола в 1782 году до 336 человек в 1938 году. В последующие годы численность населения деревни уменьшалась и в 2015 году составила 212 человек.
Национальный состав
Согласно результатам переписи 2002 года, в национальной структуре населения села татары составляли 100% из 195 человек.

## Экономика
Жители работают преимущественно в ООО имени Тимирязева, в основном занимаются полеводством, молочным скотоводством, овцеводством.

## Социальные объекты
В селе действует фельдшерско-акушерский пункт.

## Религиозные объекты
Мечеть (с 1995 года).